# East Coast Jazz/5
| Recensione | Giudizio |
| ---------- | -------- |
| AllMusic   |          |

East Coast Jazz/5 è il primo album discografico come solista del contrabbassista jazz statunitense Milt Hinton, pubblicato dalla casa discografica Bethlehem Records nell'aprile del 1955.

## Tracce

### LP
Lato A
1. Mean to Me – 4:12 (Roy Turk, Fred E. Ahlert)
2. Pick 'n Pat – 4:41 (Milt Hinton)
3. Over the Rainbow – 3:36 (E.Y. Harburg, Harold Arlen)
4. Milt to the Hilt – 3:35 (Tony Scott)
5. Don't Blame Me – 2:27 (Dorothy Fields, Jimmy McHugh)

Lato B
1. Katz' Meow (A Cannon for Cats) – 5:17 (Dick Katz)
2. Upstairs with Milt – 2:13 (Milt Hinton)
3. Ebony Silhouette – 2:41 (Bennie Payne, Milt Hinton)
4. Cantus Firmus – 4:25 (Dick Katz)
5. These Foolish Things – 3:46 (Harry Link, Jack Strachey, Holt Marvell)

### CD
Edizione CD del 2001, pubblicato dalla Avenue Jazz Records (R2 74325)
1. Mean to Me – 4:12 (Roy Turk, Fred E. Ahlert)
2. Pick 'n Pat – 4:41 (Milt Hinton)
3. Over the Rainbow – 3:36 (E.Y. Harburg, Harold Arlen)
4. Milt to the Hilt – 3:35 (Tony Scott)
5. Don't Blame Me – 2:27 (Dorothy Fields, Jimmy McHugh)
6. Katz' Meow (A Cannon for Cats) – 5:17 (Dick Katz)
7. Upstairs with Milt – 2:13 (Milt Hinton)
8. Ebony Silhouette – 2:41 (Bennie Payne, Milt Hinton)
9. Cantus Firmus – 4:25 (Dick Katz)
10. These Foolish Things – 3:46 (Harry Link, Jack Strachey, Holt Marvell)
11. Milt to the Hilt – 3:48 (Tony Scott) – Traccia bonus - Alternate Take

## Musicisti
- Milt Hinton - contrabbasso
- A.J. Sciacca - clarinetto
- Dick Katz - pianoforte
- Osie Johnson - batteria

Note aggiuntive
- Creed Taylor - produttore
- Registrazioni effettuate il 20 gennaio 1955 a New York City, New York[1]
- Tom Dowd - ingegnere delle registrazioni
- Burt Goldblatt - fotografia e design copertina album originale
- Bill Simon - note retrocopertina album originale[4]